# Тинум (муниципалитет)
Тинум (исп. Tinum) — муниципалитет в Мексике, штат Юкатан, с административным центром в одноимённом посёлке. Численность населения, по данным переписи 2010 года, составила 11 421 человек.

## Общие сведения
Название Tinum c майянского языка можно перевести как: место изобилия.
Площадь муниципалитета равна 471 км², что составляет 1,18 % от площади штата, а наивысшая точка — 28 метров над уровнем моря, расположена в поселении Тохопку́.
Он граничит с другими муниципалитетами Юкатана: на севере с Цитасом, на востоке с Уаймой, на юге с Кауа и Чанкомом, и на западе с Яшкабой.

## Учреждение и состав
Муниципалитет был образован в 1918 году, в его состав входит 19 населённых пунктов, самые крупные из которых:
| Код INEGI                  | Населённый пункт                                                                 | Численность населения (2005 год) | Численность населения (2010 год) |
| -------------------------- | -------------------------------------------------------------------------------- | -------------------------------- | -------------------------------- |
| 091                        | Всего                                                                            | 9960                             | 11421                            |
| 0006                       | Писте (исп. Pisté) 20°41′53″ с. ш. 88°35′19″ з. д.                               | 4467                             | 5528                             |
| 0001                       | Тинум (исп. Tinum) 20°45′59″ с. ш. 88°23′30″ з. д. (административный центр)      | 1980                             | 2111                             |
| 0009                       | Сан-Франсиско-Гранде (исп. San Francisco Grande) 20°41′58″ с. ш. 88°28′21″ з. д. | 1444                             | 1603                             |
| 0012                       | Шкалакооп (исп. X-Calakoop) 20°39′03″ с. ш. 88°31′35″ з. д.                      | 1239                             | 1313                             |
| 0011                       | Тохопку (исп. Tohopkú) 20°39′14″ с. ш. 88°27′50″ з. д.                           | 470                              | 541                              |
| 0021                       | Сан-Фелипе-Нуэво (исп. San Felipe Nuevo) 20°41′04″ с. ш. 88°33′45″ з. д.         | 93                               | 100                              |
| —                          | Прочие                                                                           | 267                              | 225                              |
| Названия на карте Генштаба |                                                                                  |                                  |                                  |
|                            |                                                                                  |                                  |                                  |

## Экономика
По статистическим данным 2000 года, работоспособное население занято по секторам экономики в следующих пропорциях:
- торговля, сферы услуг и туризма — 43,9 %;
- сельское хозяйство и скотоводство — 36,9 %;
- производство и строительство — 17,9 %;
- безработные — 1,3 %.

## Инфраструктура
По статистическим данным 2010 года, инфраструктура развита следующим образом:
- протяжённость дорог: 165,4 км;
- электрификация: 96,2 %;
- водоснабжение: 98 %;
- водоотведение: 61,6 %.

## Достопримечательности
Самой главной достопримечательностью муниципалитета является древний город цивилизации майя — Чичен-Ица, один из крупнейших в Мексике.
Также в муниципалитете можно посетить: церковь Святого Антония и часовню Иисуса, построенные в XVII веке; пещеру Баланканче; а также множество археологических памятников цивилизации майя.

## Фотографии

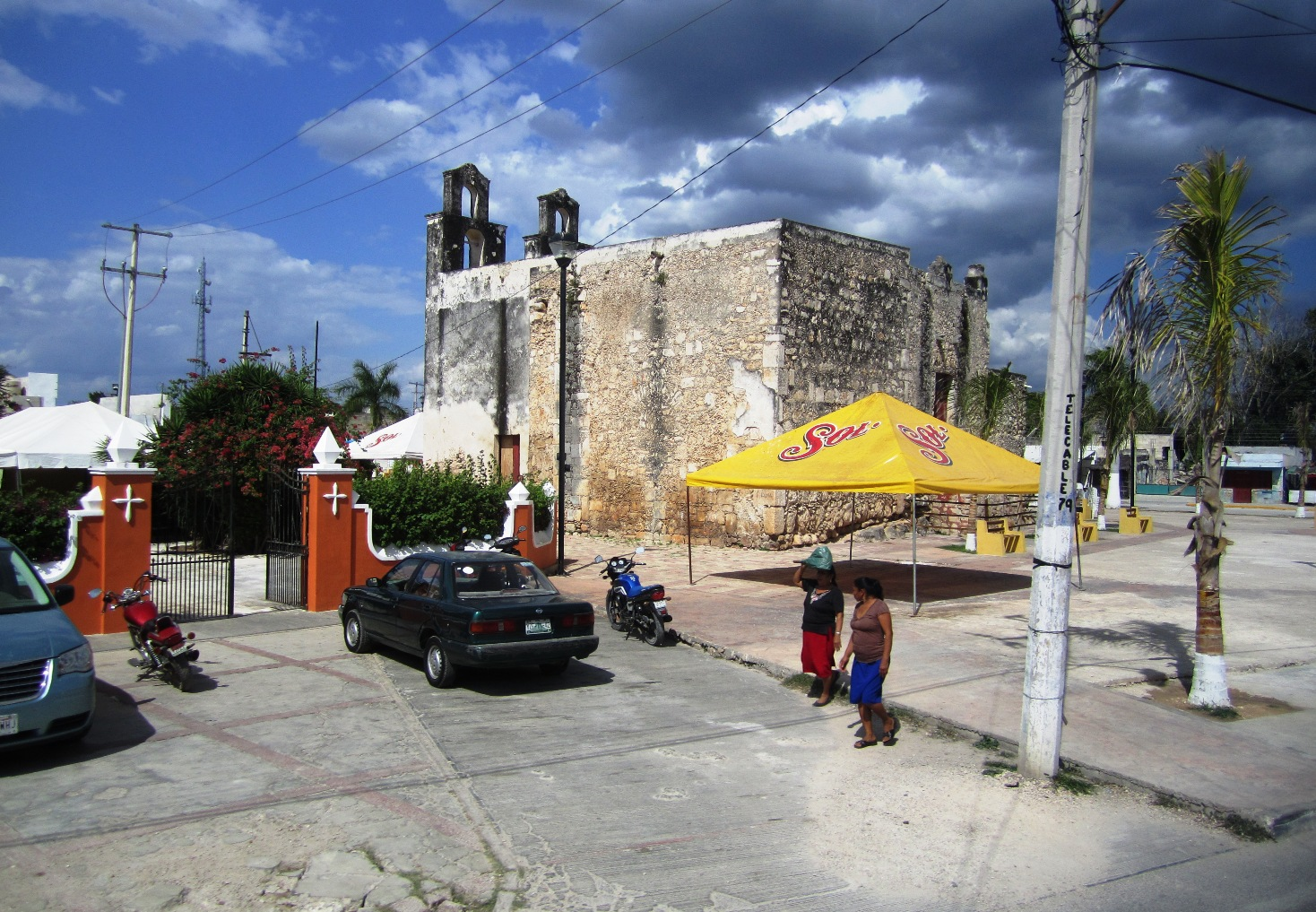
Церковь в Писте
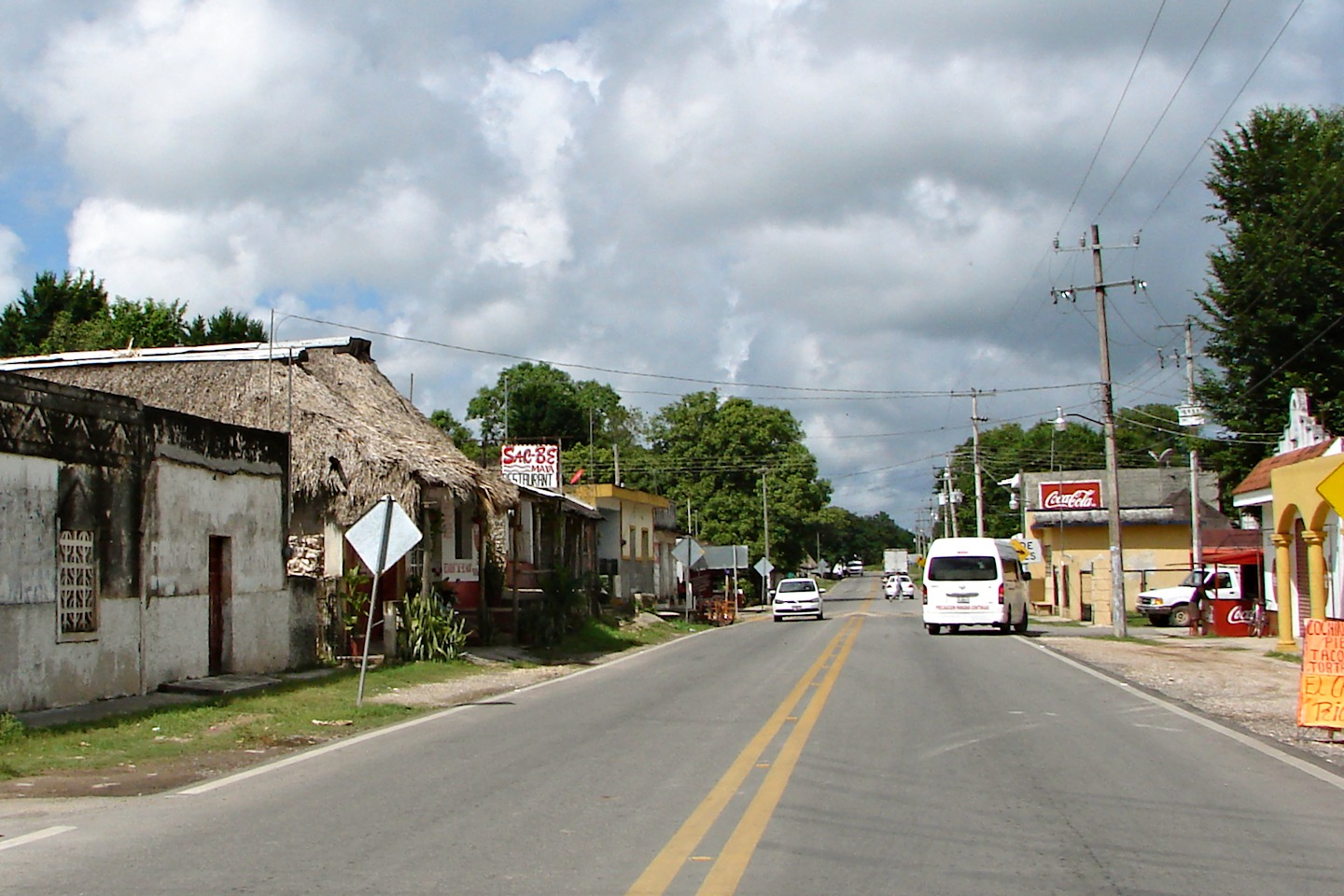
Шкалакооп
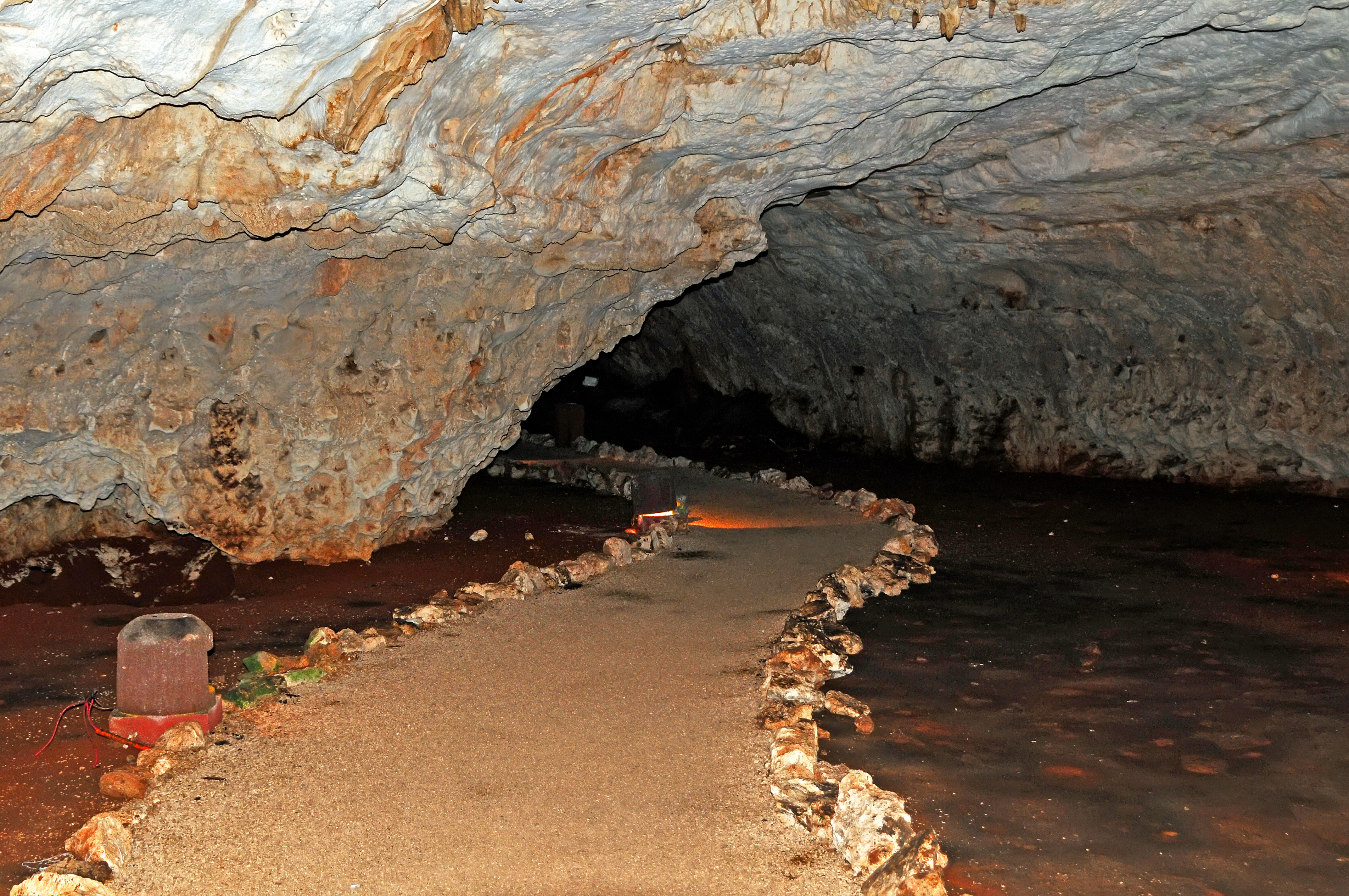
Пещера Баланканче
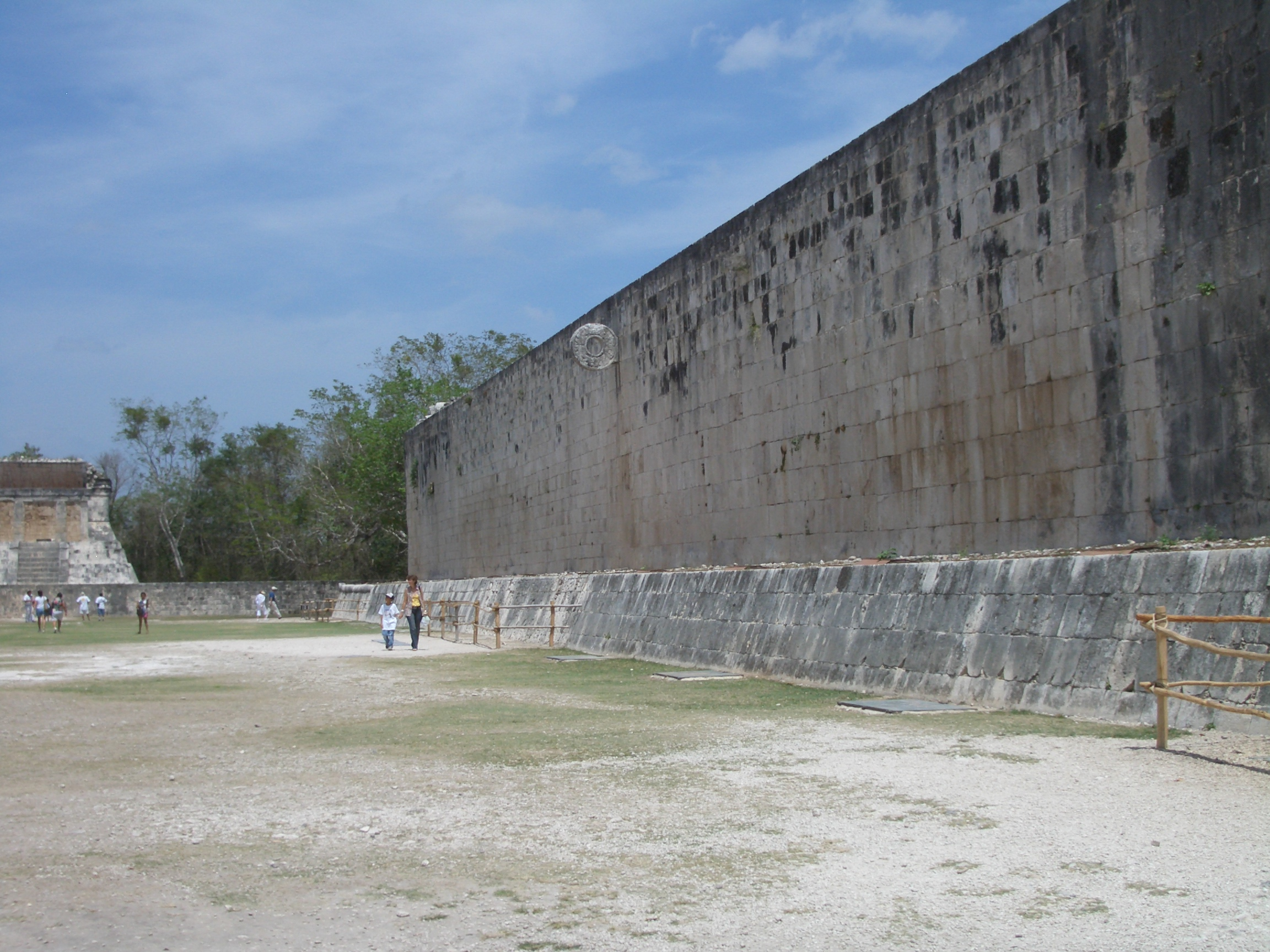
Стадион в Чичен-Ице
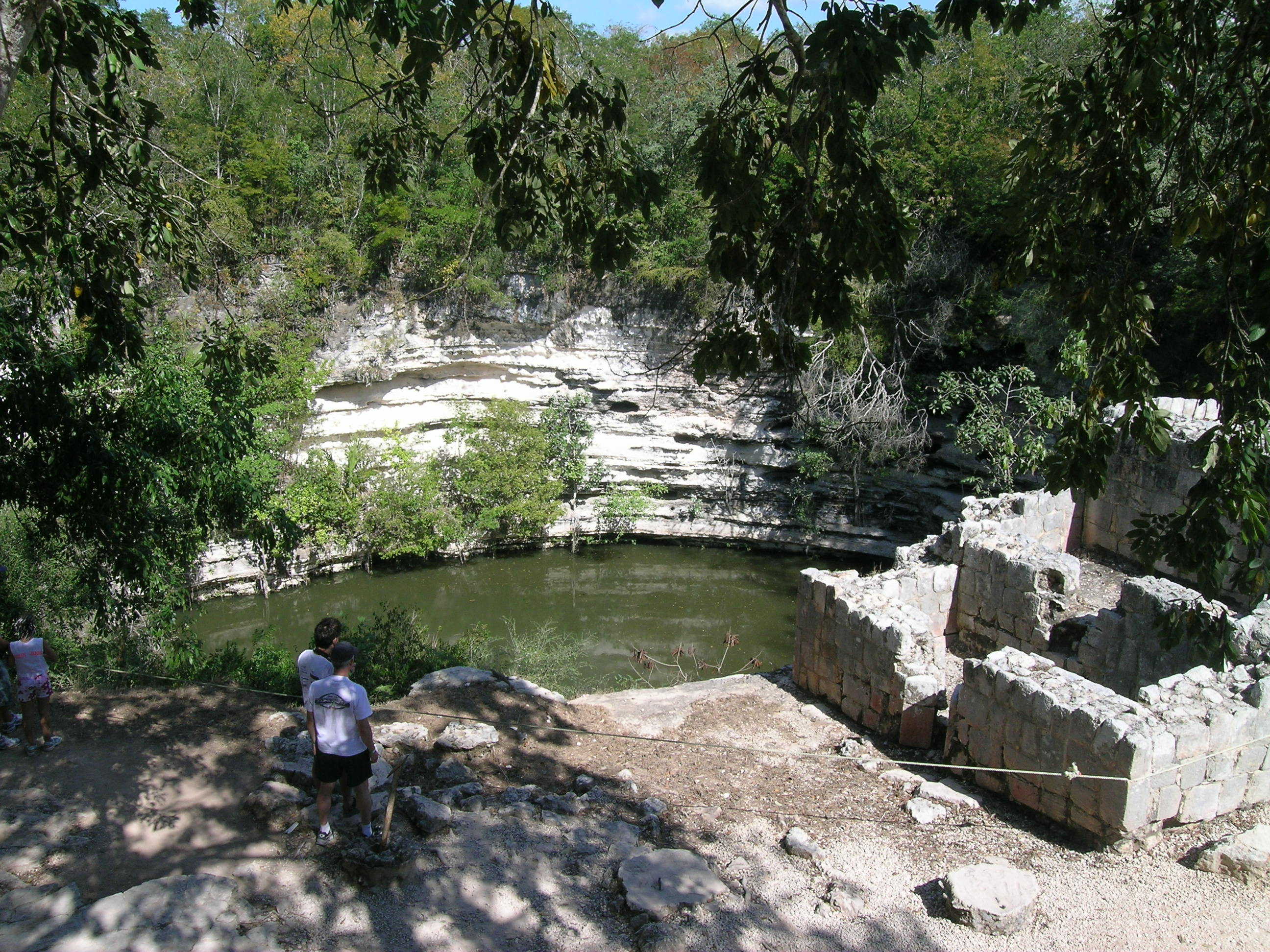
Священный сенот в Чичен-Ице
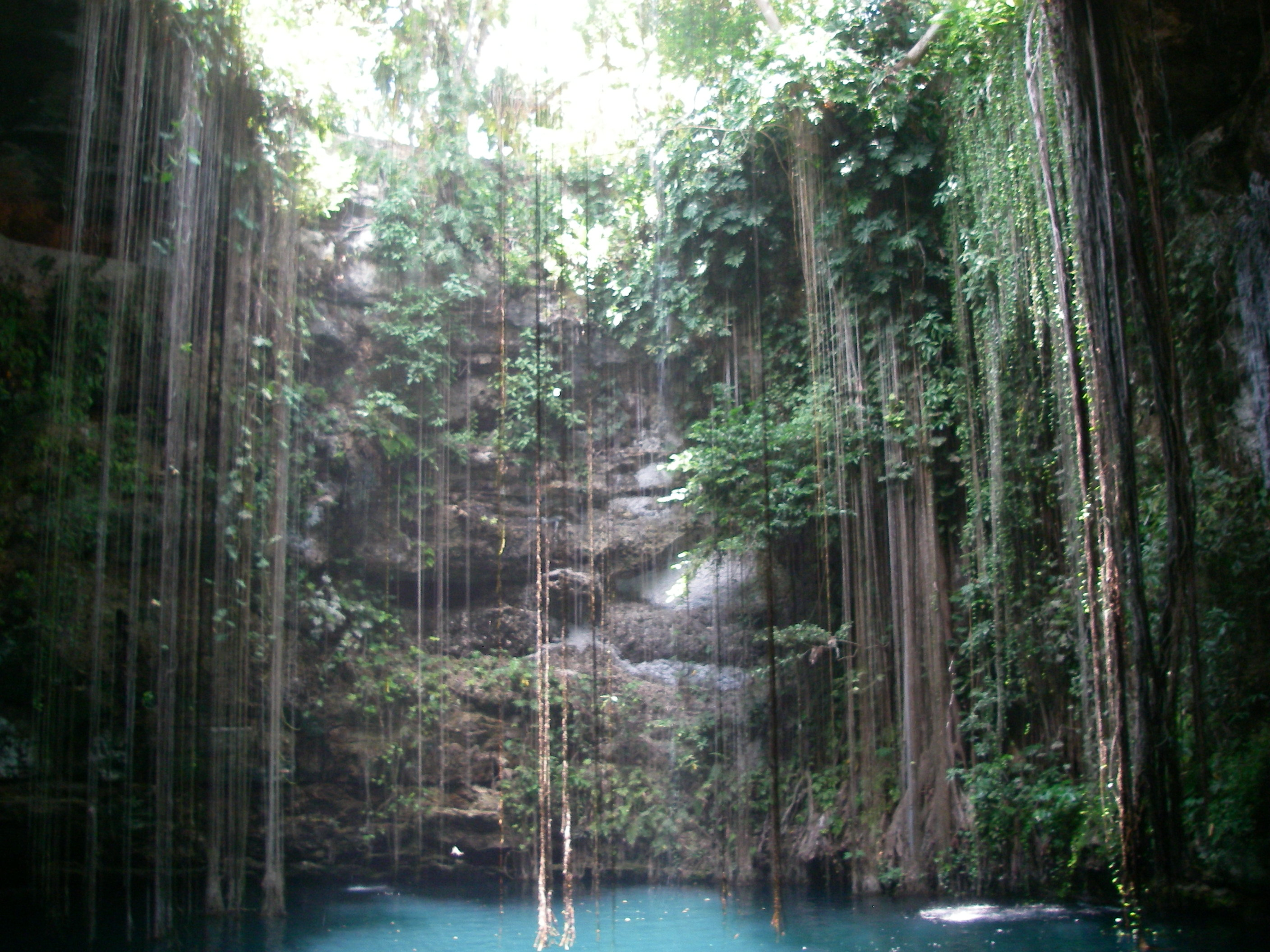
Сенот Ик-Киль близ Чичен-Ицы
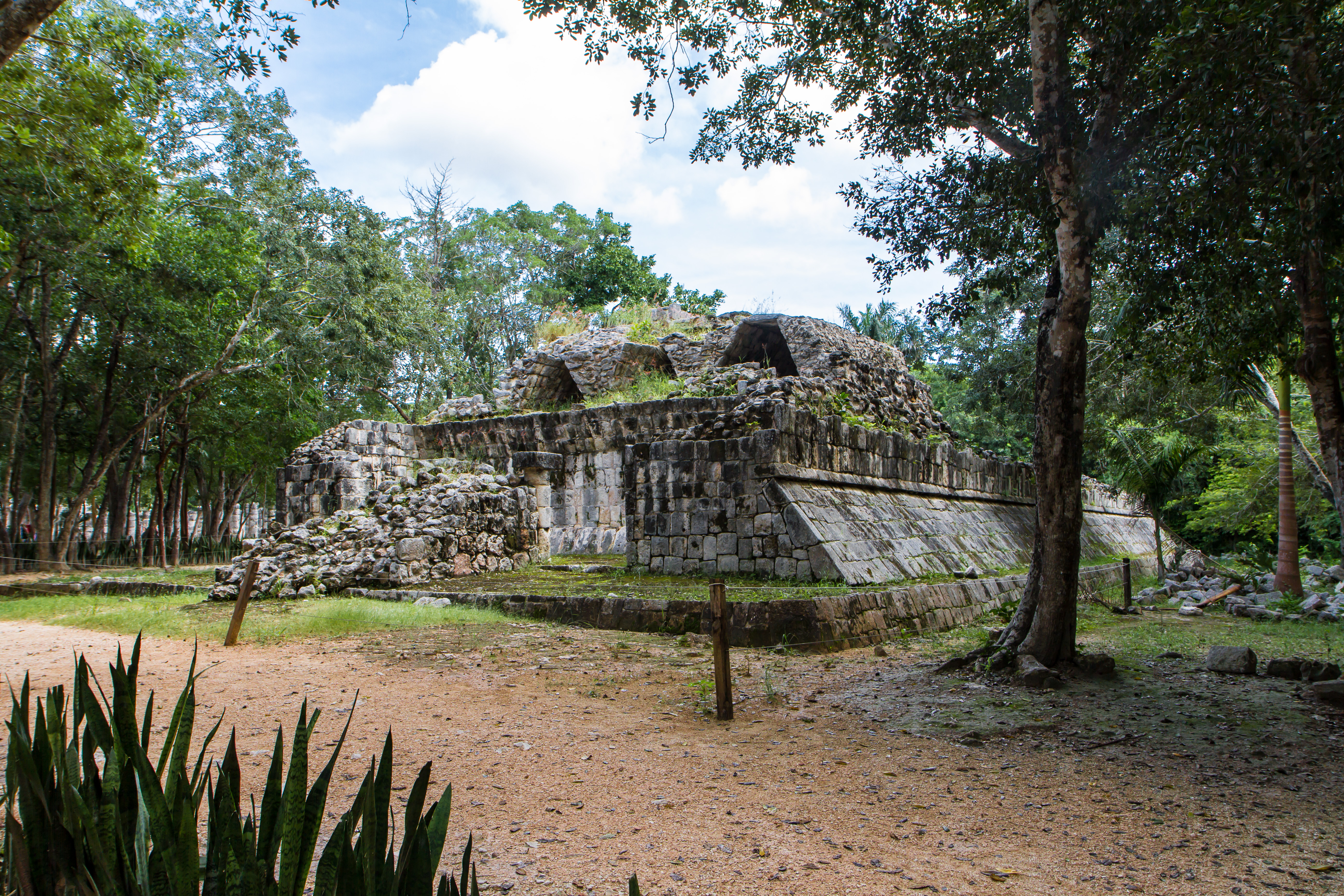
Строения в Чичен-Ице